# Höglandsvävare
Höglandsvävare (Ploceus spekei) är en fågel i familjen vävare inom ordningen tättingar.

## Utseende och läte
Höglandsvävare är en knubbig och kortstjärtad vävare med relativt lång näbb. Hane i häckningsdräkt är mestadels gul, med svart ansiktsmask, ljust öga och kraftigt streckad rygg. I övriga dräkter är den mycket mer färglös, olivbryn med ljust öga. Arten liknar mindre maskvävare men är mycket kraftigare med större näbb och streckad rygg. Lätena är typiska för vävare, en fräsande sång liknat vid radiostörningar och lockande "chek". 

## Utbredning och systematik
Fågeln förekommer från södra Etiopien till Somalia, Kenya och norra Tanzania. Den behandlas som monotypisk, det vill säga att den inte delas in i några underarter.

## Status
Arten har ett stort utbredningsområde och beståndet anses vara stabilt. Internationella naturvårdsunionen IUCN listar den därför som livskraftig (LC).

## Namn
Fågeln är uppkallad efter John Speke. Tidigare kallades den Spekes vävare även på svenska, men tilldelades 2024 ett mer informativt namn av BirdLife Sveriges taxonomikommitté.

## Bildgalleri

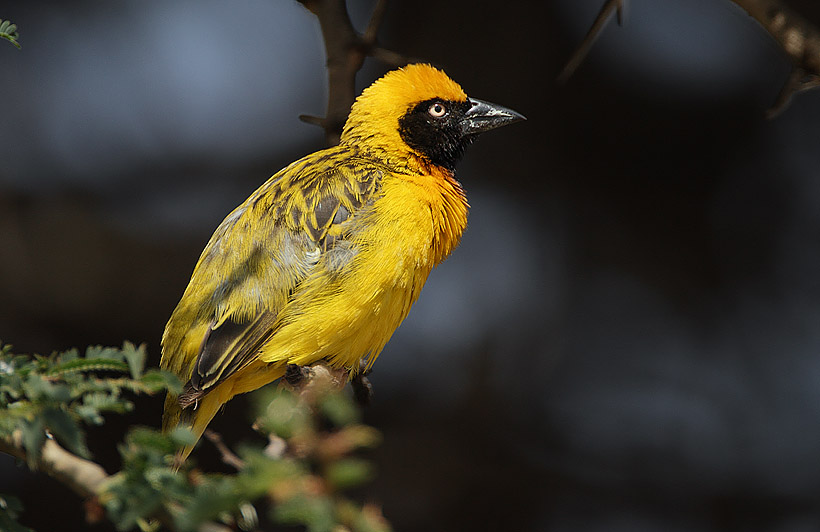
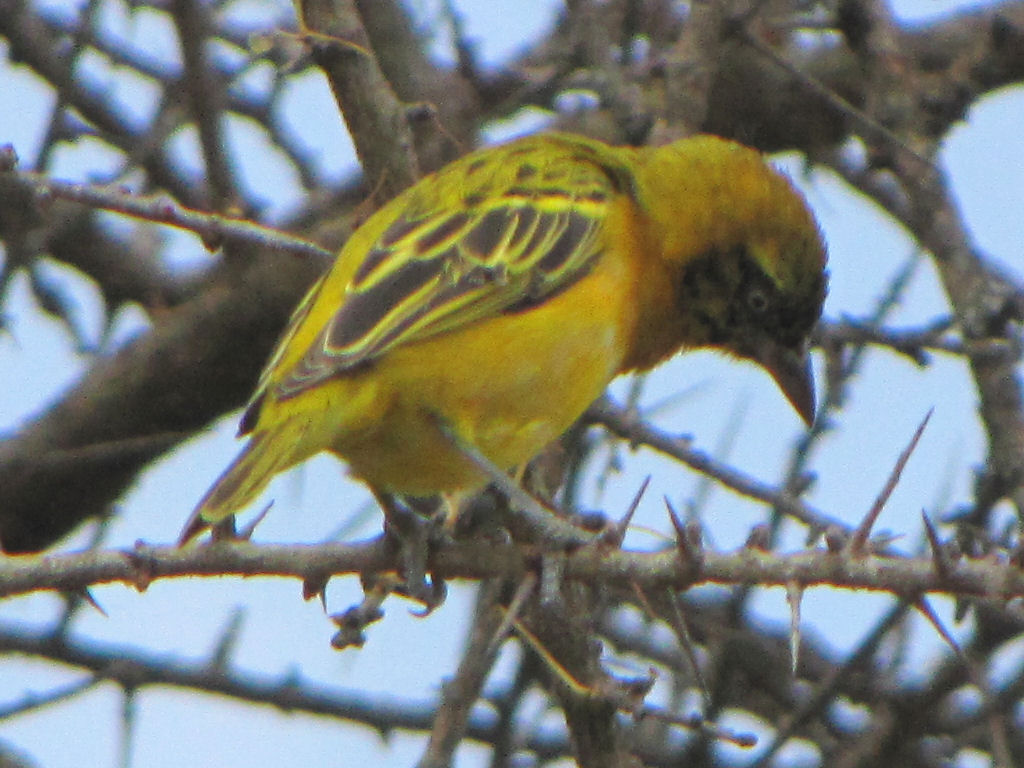
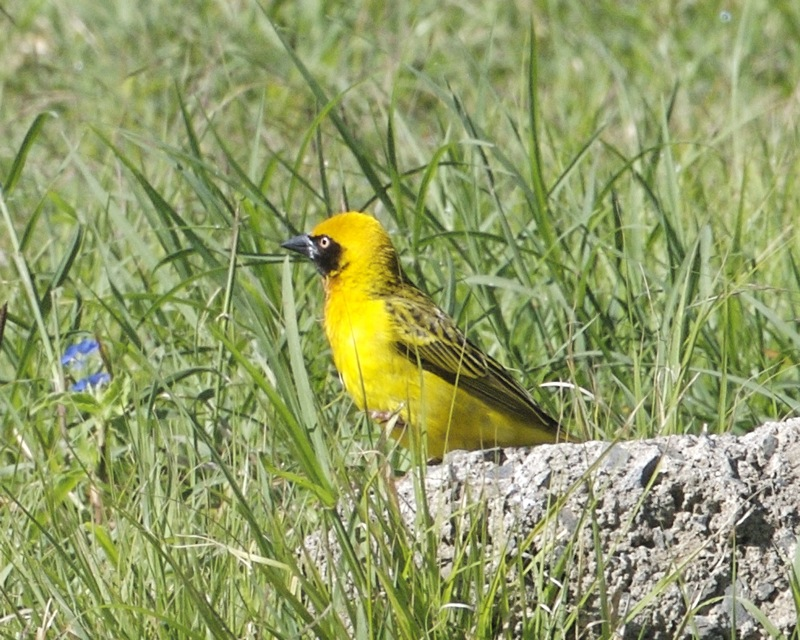
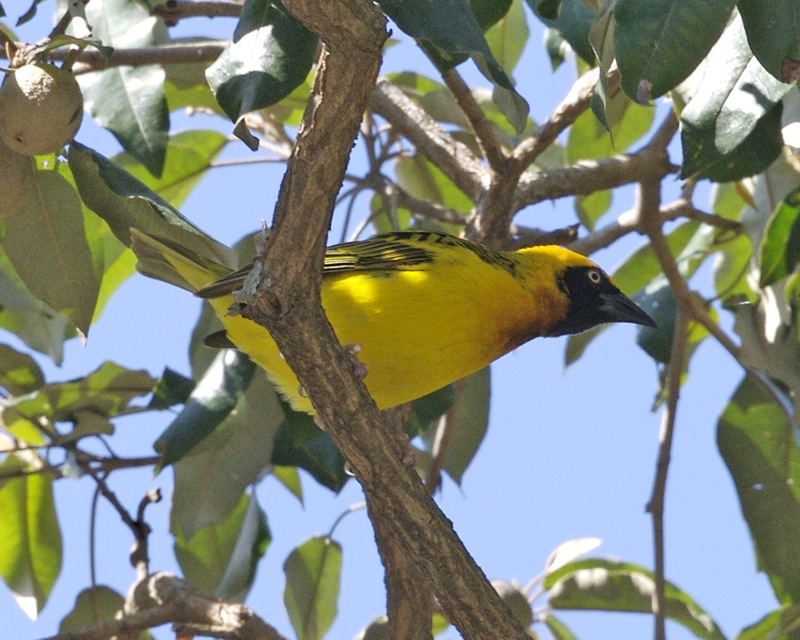
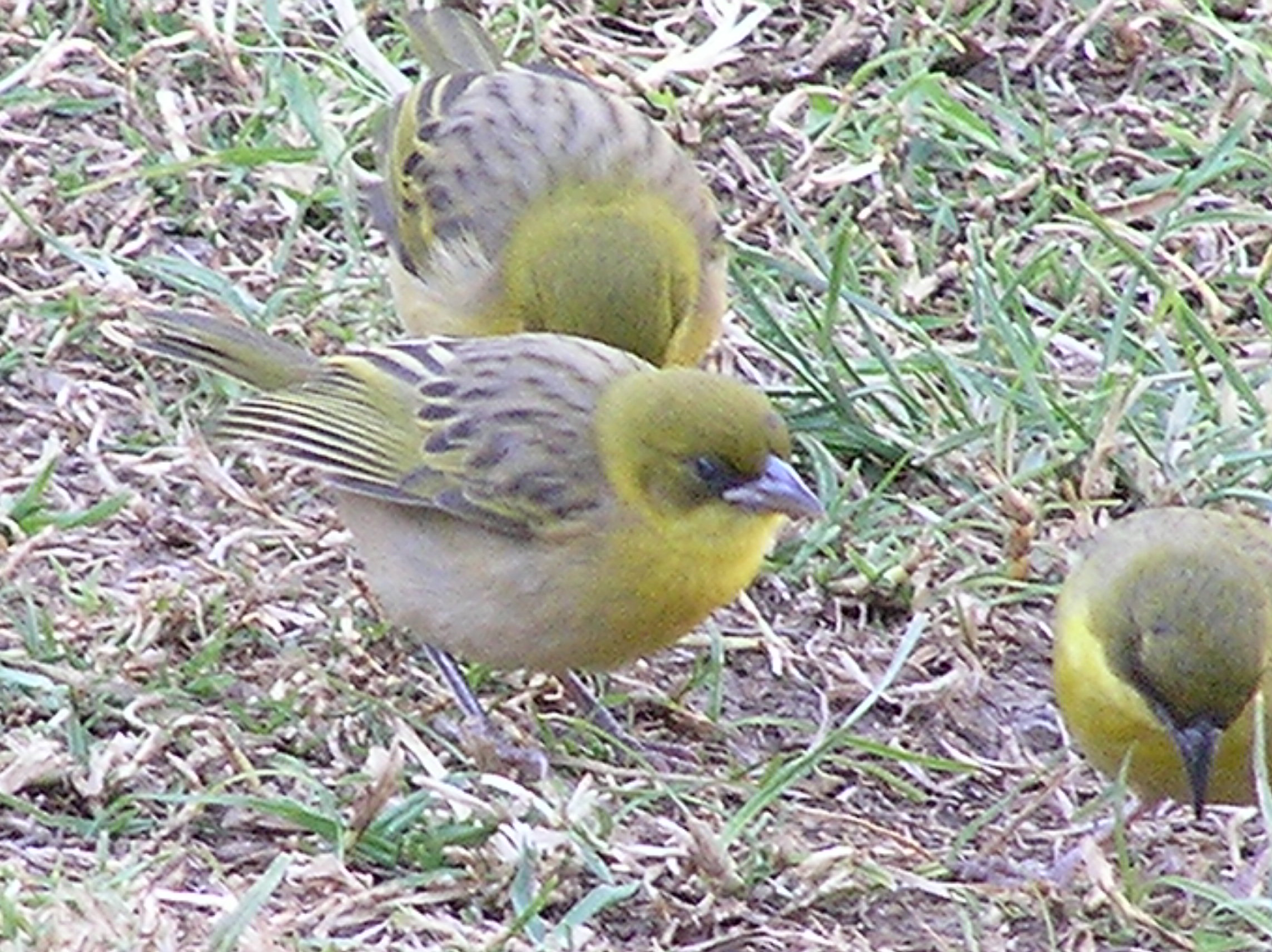